# 寿産院事件
寿産院事件（ことぶきさんいんじけん）は、1948年（昭和23年）1月に東京都新宿区の助産院「寿産院」（旧字体：壽產院）において発覚した嬰児の貰い子殺人・大量殺人事件。
主犯の石川ミユキ（事件当時50歳）は出産に携わる助産婦であり、養育料の横領や配給品の横流しによって大金を稼いでいた。その後も同様の事件が次々に発覚したため、産児制限を重視する声が高まり、優生保護法が制定される契機となった。一方で、複数の職能団体の解散または分裂を引き起こした。

## 経歴

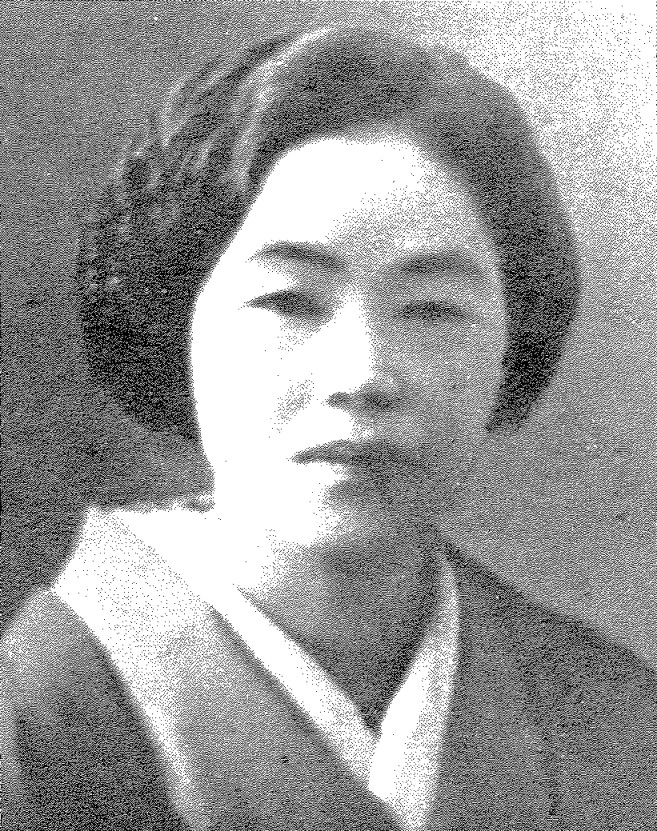
石川ミユキ

事件の主犯格である石川ミユキ（旧姓：小丸）は、1897年（明治30年）2月5日生まれ、宮崎県東諸県郡本庄村出身。宮崎県立職業学校の卒業後に18歳で上京。1919年9月30日に東京帝国大学医科大学附属医院産婆講習科を卒業し、当時の女性としては非常に高い学歴を身に付けた。内務省指定校である同院を卒業したため、無試験で産婆資格を取得し、同年11月12日に東京府の産婆名簿に登録された（登録番号：5769）。その後は日本橋や牛込で30年余りにわたり産院を経営していた。
一方、夫の石川猛は3歳年長で、茨城県東茨城郡白河村出身、ミユキが23歳の時（1919年）に結婚した。農学校を2年で中退し、現役の志願兵として憲兵軍曹まで務めた。その後、1919年から1926年までは警視庁の巡査として奉職し、退官後は定職に就かずに妻の事業を手伝い、後述の預り子に関する一切の手続きを引き受けていた。後述の通り、詐欺事件を起こした事もあった。
ミユキは子宮と卵巣を手術で切除したため、夫妻の間に実子は無かったが、猛と先妻の間の息子および養子（男2人・女1人）と共に暮らしていた。後述の逮捕までに、ミユキは日本助産婦看護婦保健婦協会理事、東京都助産婦会牛込支部長および牛込助産婦会会長の肩書を持っており、1947年の婦人年鑑においては女性の第一人者の一人として紹介されていた。1947年4月、発足から間もない新宿区の区会議員選挙に無所属で立候補したが、落選している。

## 犯行
1943年から石川夫妻は、主に未婚の男女の間に生まれ、始末に困る私生児を預かって寿産院で養育し、子供を欲しがる者に斡旋する特殊産院の事業を始めた。当時は堕胎罪により人工妊娠中絶は厳しく制限されており、私生児を預ける母親は戦争未亡人、ダンサー、女給、娼婦などであった。新聞に三行広告を掲載し、養育料として2千円から1万円（時には広告料として1,500円追加）を受け取った上で嬰児を引き取り、更に顔立ちの良さで金額を変えて、300円から500円で養親に売り払った。これらの養育料の横領に加え、配給された粉ミルクや砂糖、死亡した嬰児の葬祭用の清酒2升（3.6リットル）を闇市に横流しする事で、事件発覚までに90万円とも100万円ともいわれる巨額の利益を手にした。その収入で羽振りを良くし、当時はまだ高価かつ希少だった電話機を備えており、また東京都内や茨城県内の土地を購入し、更に発覚直前には（当時は非常に高価な）自家用車を購入しようとしていた。

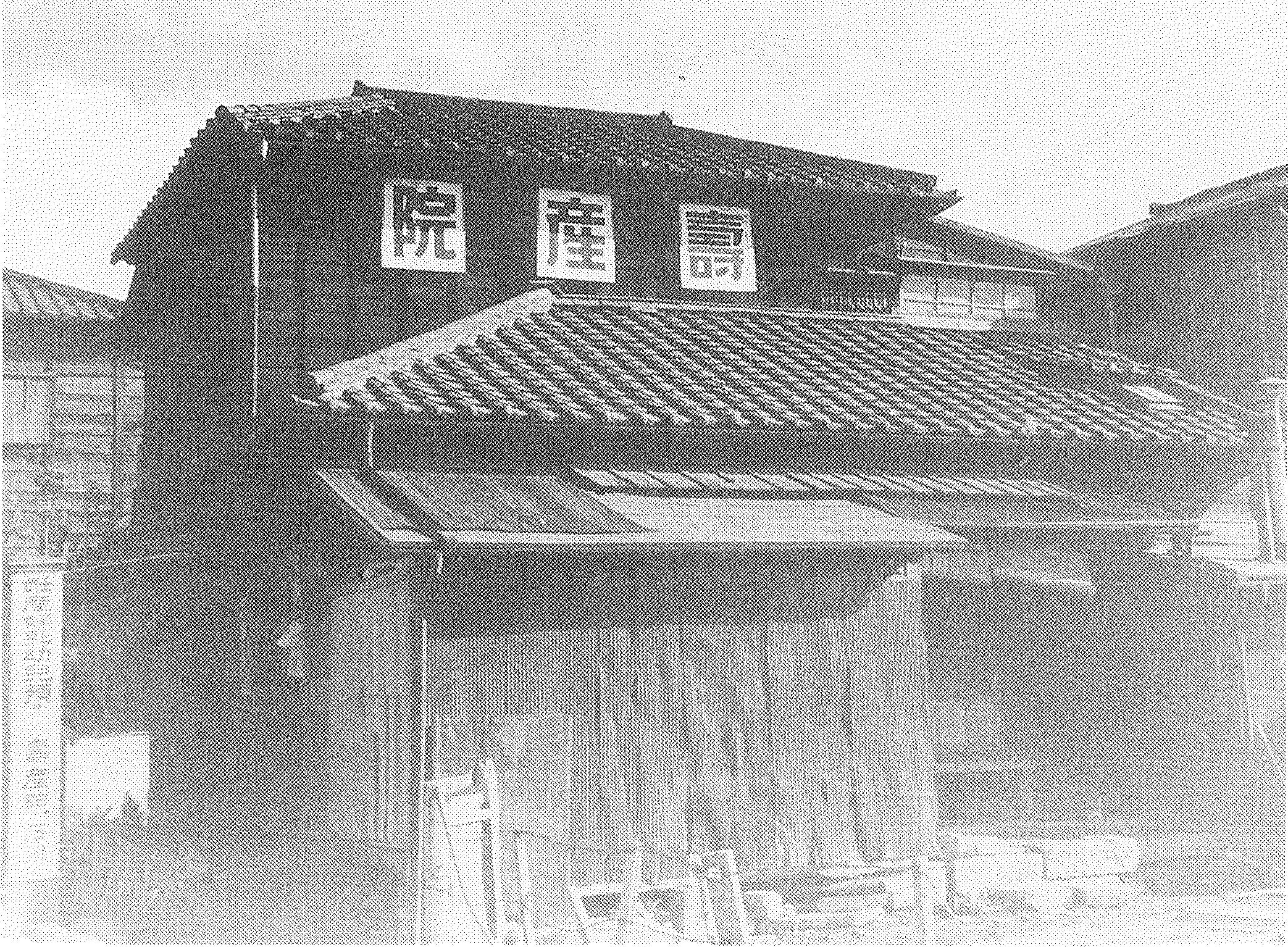
寿産院

預かる子供が増える一方で貰い手が少なくなると、預かった嬰児には平常の半分しかミルクを与えず、風呂にも入れず、おむつも替えず、医者には死ぬ間際しか診せないなどの劣悪な環境に置いた。このようにして、「売れ残り」の大部分は栄養失調症に陥らせて死亡させ、一部は冬期に保温せずに凍死させた。これに対し、開業以来雇われた十数名の助産婦は、増員やミルクの増量、保温処置を再三要求したが、ミユキは指示通りにすれば良いとはねつけた。後に逮捕された産婆助手Kも、ミユキの優れた助産技術を見習いたい一心から約1年間勤め続けたものの、耐えきれずに帰郷を申し入れていた。入院した産婦の間でも、手当の仕方や、貰い子の保育の様子を見て「鬼産婆」と噂し合い、回復前に逃げ出した者もいた。
寿産院の「預り子台帳」および埋葬許可証に記録された、各年の貰い子と死亡児の推移は、以下の表の通りである。
|            | 1943 | 1944 | 1945 | 1946 | 1947 | 1948 | 合計 |
| ---------- | ---- | ---- | ---- | ---- | ---- | ---- | ---- |
| 預り子台帳 | 8    | 24   | 34   | 40   | 100  | 5    | 211  |
| 埋葬許可証 | 0    | 0    | 1    | 24   | 53   | 6    | 84   |

## 発覚

井出勇

1948年1月12日夜、続発する凶悪犯罪に対応するため、警視庁は全管下に臨時警戒を実施した。早稲田警察署の2人の巡査も警戒にあたり、新宿区榎町15番地で張り込みを行っていた最中、自転車の荷台に木箱を積んで運ぶ男に職務質問を行った。男は葬儀屋（当時54歳）で、4つの木箱には乳児の死体が1体ずつ入っていた。巡査が問いただすと、寿産院から頼まれて5体の死体を運ぶ途中であり、明朝に残りの死体と共に埋葬許可証を受け取って火葬する予定で、これまでにも30体の死体の火葬を頼まれたと答えた。結局、男は3通の埋葬許可証を所持していたため、そのまま帰された。警戒終了後、巡査は前述の顛末を上司に報告し、直後に早稲田警察署署長の井出勇（当時41歳）にも伝わった。
1日に5体の乳児の死体が同じ産院から運び出され、しかも今までに30体以上の火葬を取り扱っているのは只事ではないと感じた井出は、翌朝に葬儀屋へ捜査係を派遣し、死因を調査するために死体の処置を待つよう指示した。検察庁にも手配し、同日に国立東京第一病院にて司法解剖を行った結果、3体は餓死、2体は凍死と死因が判明した。これにより貰い子の養育をしない、殺人の不作為犯に相違ないとして令状を請求し、15日早朝に石川ミユキ（当時52歳）、夫の石川猛（当時55歳）および葬儀屋を逮捕した。警察が夫妻の自宅でもある寿産院を捜索した結果、粉ミルク18ポンド（約8.2キログラム）、砂糖1貫500匁（約5.6キログラム）、米1斗5升（約27リットル）が押収された。また、院内では7人の乳児の生存が確認されたが、内2人は14日夕および15日朝に死亡、2人は実母が連れて帰り、2人は養子として引き取られ、残り1人の消息は不明である。

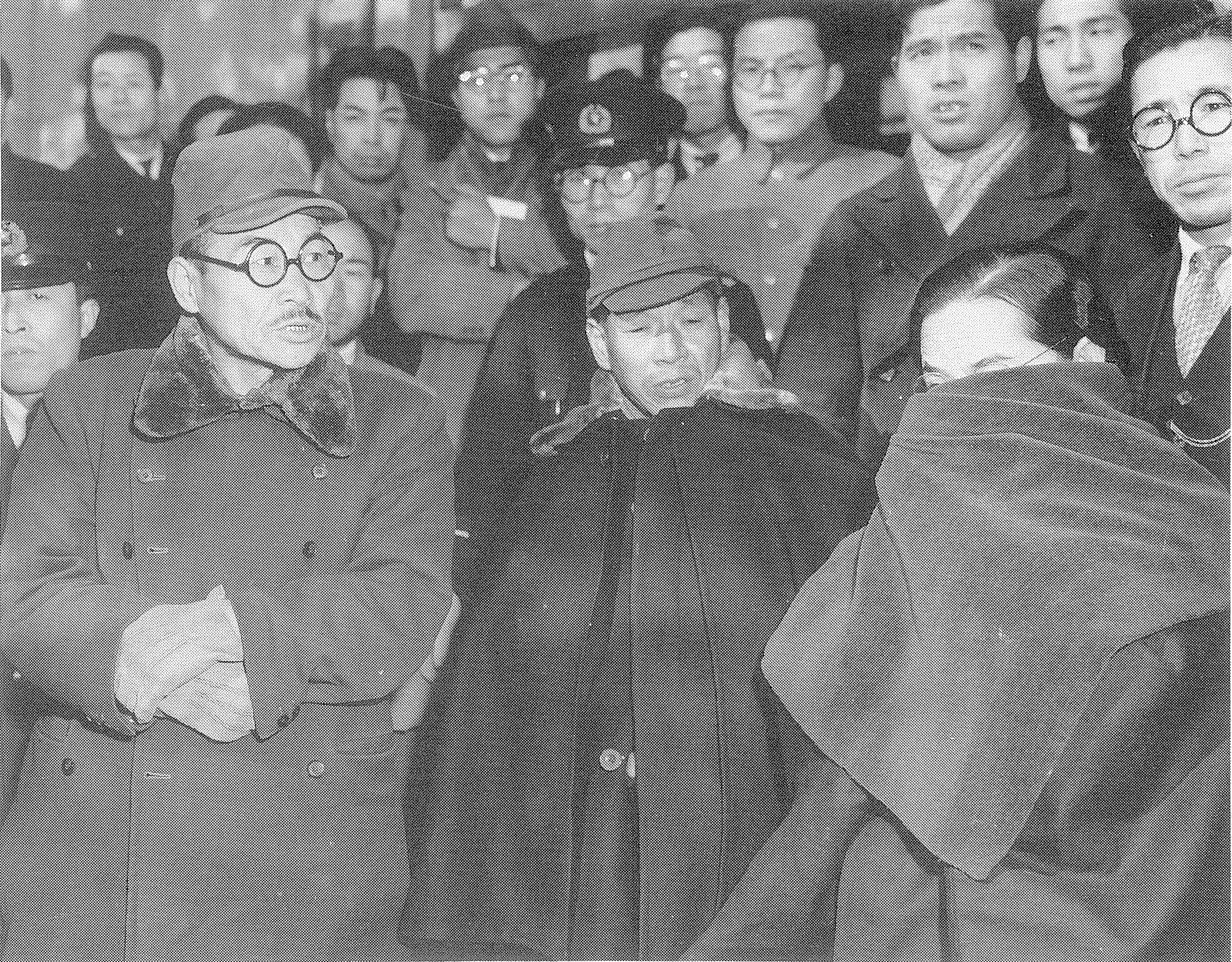
石川ミユキ（前列右）、葬儀屋（同中央）および石川猛（同左）

逮捕された葬儀屋は、死体1体につき500円で処理していた。葬儀屋の自宅から約40柱の遺骨が発見され、更に別の業者が1947年の前半に、30柱余りの遺骨を無縁塔に葬っていた。18日には、前述の産婆助手K（当時25歳）も共犯として逮捕された。19日付で、助産婦規則第10条の規定に則り、東京都知事より助産婦としての業務禁止命令が出された。21日、ミユキは読売新聞の取材に筆談で応じ「死刑にされても恨みません」と述べる一方で、子供に十分な食事を与えなかった理由を「後の補給の目当てが無いため」と答えている。取調べにおいては「私は誠心誠意やってきた。母親は無理に預けていってしまう。死ぬのは当然」と主張した。
主に医師の中山四郎（当時60歳）が、ほとんど診察もせずに、夫妻の求めるままに偽りの死亡診断書を60枚近く作成し、一部は別の医師も関与していた事が判明した。また、貰い手の方は手続きが容易な無籍児を希望し、一方で死亡届や埋葬許可は有籍児の方が通りやすかったため、無籍児としてある有籍児を差し出し、その有籍児の氏名を騙って別の乳児の死亡届を出した事例が少なくなかった。一方、ミルク配給のある有籍児が死ぬと、配給の無い無籍児が死んだと虚偽申告を行い、配給を受け続けた事もあった。加えて、預り子台帳・埋葬許可証・死亡診断書の数が食い違うなど、手続や記録が曖昧だったために、真相の究明に支障をきたした。26日、石川夫妻と助手Kは殺人罪で起訴されたが、葬儀屋は正式な埋葬許可証の交付を受けていたため、証拠不十分で釈放された。

## 反響
1月18日夜、石川夫妻に抗議する群衆が「鬼夫婦に飯をやるな」などと叫びながら、早稲田警察署に殺到する出来事が起こった。その一方で、食糧難の時勢に加え、死んだ乳児の大半が「不義の子」「日陰の子」であったため、漫談家・随筆家の徳川夢声が「産院に同情した」「大多数はモテ余して預ける」と語るなど、殺されても仕方がなかったという風潮も存在した。これに対し、評論家の宮本百合子は「正当な子供、正当でない子供というのは子供にとってどんな区別があることでしょう」「子供はすべて社会の子供として生命を保証される権利があります。そして私どもにはその義務があります」と異議を唱えている。国会においても、衆議院議員の山崎道子が「不義という観念が、非常にこうした不幸な人間を生む」「生れた子供は当然保護さるべき」「（母親を）保護し、何とかそうした道に陥らないようにすることが大切」と訴えている。
GHQ/SCAPの公衆衛生福祉局（PHW）や東京・神奈川軍政部（TKMGD）もこの事件に注目し、調査官を現地に派遣した。朝日新聞は「事件発覚前から寿産院の周辺では只ならぬ噂が立っており、また尋常でない数の死亡届が出ていたにもかかわらず、警察や役所が動かなかった」と批判した。これに対し、神楽坂警察署署長は「何の報告も無く、事件を知らなかった我々の責任ではない」と、新宿区長は「出鱈目な本籍が多いので、米の通帳でも持ってくるよう要求したが、権限が無い」「書類は揃っていた」と反論している。

1946年の寿産院（牛込区）および淀橋産院（淀橋区）の新聞広告

戦後から「産院は良い商売」という風潮が存在し、都内においては1947年1月の567軒から、12月には768軒に急増していた。2月10日、東京都衛生局は、事件を受けて都内632軒の私設産院を調査した。同日、新宿区戸塚の淀橋産院より63人の死亡届が出ていて、13,000円で子供を預けた女性がいた事などが明らかとなった。更に17日には文京区春木町の長谷川産院、23日には文京区上富士町の駒込橋産院と、同様の事件が次々に発覚し、東京地検が受理した数は年内に（寿産院を含め）12件に上った。加えて、大阪市でも同様の事件が発覚した。
事件の原因として、堕落した風紀や配給の不足、婚外子の保護施設の不存在を指摘する声が挙がった。医学博士の林髞は「問題を解決するには、堕胎を公認するしかない」と主張し、参議院議員の宮城タマヨは「私立のいかがわしい産院ではよく行われている」とした上で「より強力な母子保護の法制化が必要」「性道徳の退廃が問題」と訴えた。衆議院議員の加藤シヅエは「体の良い捨子をした親の無責任な行動こそ、最悪の不道徳として責められるべき」と捉えつつ、産児調節の普及・中絶の合法化・養子縁組の斡旋施設の充実化を訴えた。石川ミユキが所属した助産婦団体の役員は、以下の声明を出している（いずれも一部抜粋・要約）。
「聖なる助産の使命に一層精進致したい」 —日本助産婦会会長 風見すゞ
「世間に対し、又全国同業諸姉の名誉に対し何とも申しわけなき次第」「淀橋産院での同様の事件を聞き、遺憾に堪えない」 —東京都助産婦会会長 市川いし
「産院は他の場所で分娩した嬰児を取扱うべきものではない」「産院はよい商売になる、というような間違った観念を一掃すべきである」「助産婦会館の一部に乳児院を設置したい」 —東京都助産婦会副会長 原田靜江
「貰い子の多くは『蔭の子』であり、駆け付けた生みの親は数名しかおらず、それ以外の大部分の親に根本原因はある」「正しい性教育の普及、廃れた道義心の高揚が必要」「産院は、他の場所で生まれた子供を取り扱うべきものではない」「寿産院は、院主がこの仕事に興味を持ち出し、本格的に事業化したのが間違いの元」 —日本助産婦会顧問・医学博士 鈴木三藏
結局、警察に出頭した貰い子の母親は30人程度だった。2月24日、寿産院付近に立地する、葬儀屋で発見された遺骨35柱が埋葬された宗圓寺にて、事件の犠牲となった85柱の合同慰霊祭が行われた。前述の井出勇、新宿区長の岡田昇三、石川夫妻の幼い養子など約50人が参列した。
2月27日、東京都は対策として、乳児預り業を認可制とする「乳児委託取締条例」を制定した。厚生省は3月19日付で「助産婦の業務に関する広告取締令」を出し、「事情ある方御相談に応ず」「乳児預かります、秘密厳守」などの広告を禁止した。更に、この事件を一因として7月に優生保護法が制定され、翌1949年の改正によって経済的理由による堕胎が認められるようになった。一方、かねてより日本の医療の近代化および合理化を図り、助産婦・看護婦・保健婦の統合を推し進めていたPHWは、この事件の発覚以降に一層圧力を強めた。結果的に1948年5月27日、助産婦の抵抗も甲斐なく、日本助産婦会は解散へと追い込まれた。

## 裁判
6月2日、東京地裁にて刑事裁判（裁判長：江里口清雄）の第1回公判が開かれた。被告人全員が殺意を否認し、石川ミユキは助手に任せきりだったと監督不十分のみ認めた。4日の公判では助手Kが、勤務していたのは平均7、8名で、増員を申し出ても認められなかったと証言した。
7日の公判では、1944年に石川猛が大阪地裁にて株券偽造により詐欺罪の実刑判決を受けた後、刑の執行を引き延ばすために偽造診断書を提出した事件について審理された。猛は以下の通り陳述した。
1. 第一生命保険の保険外交員である寒河江義門[† 24]に、偽造診断書の入手を依頼した[† 25]
2. 寒河江を介して、弁護士の大滝亀代司（公判当時は衆議院議員）に執行延期への協力を依頼した
3. 大滝は「政治的に動くより道は無い」と答え、司法大臣や検事総長に対する運動費として5万円の請求を受け、猛は35,000円を渡した

18日、猛は「預り証の無い乳児がいつも1、2名いて、どの子がいつ死んだか正確にはわからない」と杜撰な管理体制を認めた。23日、実地検証。7月9日、前述の大滝が出廷し「寒河江を介して依頼を受け、診断書を当時の検察官に示して、執行延期の許可を伝えたが、司法大臣や検事総長に会った事は無い」「35,000円の手数料は2回にわたり受け取った、日付は記憶が無い」と証言した。
8月20日、石川夫妻と助手Kに保釈が認められた。9月3日、論告求刑公判が開かれ、1946年4月から1948年1月まで84名が死亡、内27名は殺人の証拠が明確と検察は主張した。その際の罪状と求刑、および10月11日に下された判決は、以下の表の通りである。
|            | 罪状                 | 求刑     | 判決    |
| ---------- | -------------------- | -------- | ------- |
| 石川ミユキ | 殺人                 | 懲役15年 | 懲役8年 |
| 石川猛     | 殺人・私文書偽造行使 | 懲役7年  | 懲役4年 |
| 寒河江義門 | 私文書偽造行使       | 懲役10月 | 懲役8月 |
| 中山四郎   | 医師法違反           | （不明） | 禁錮4月 |
| 産婆助手K  | 殺人                 | 懲役3年  | 無罪    |

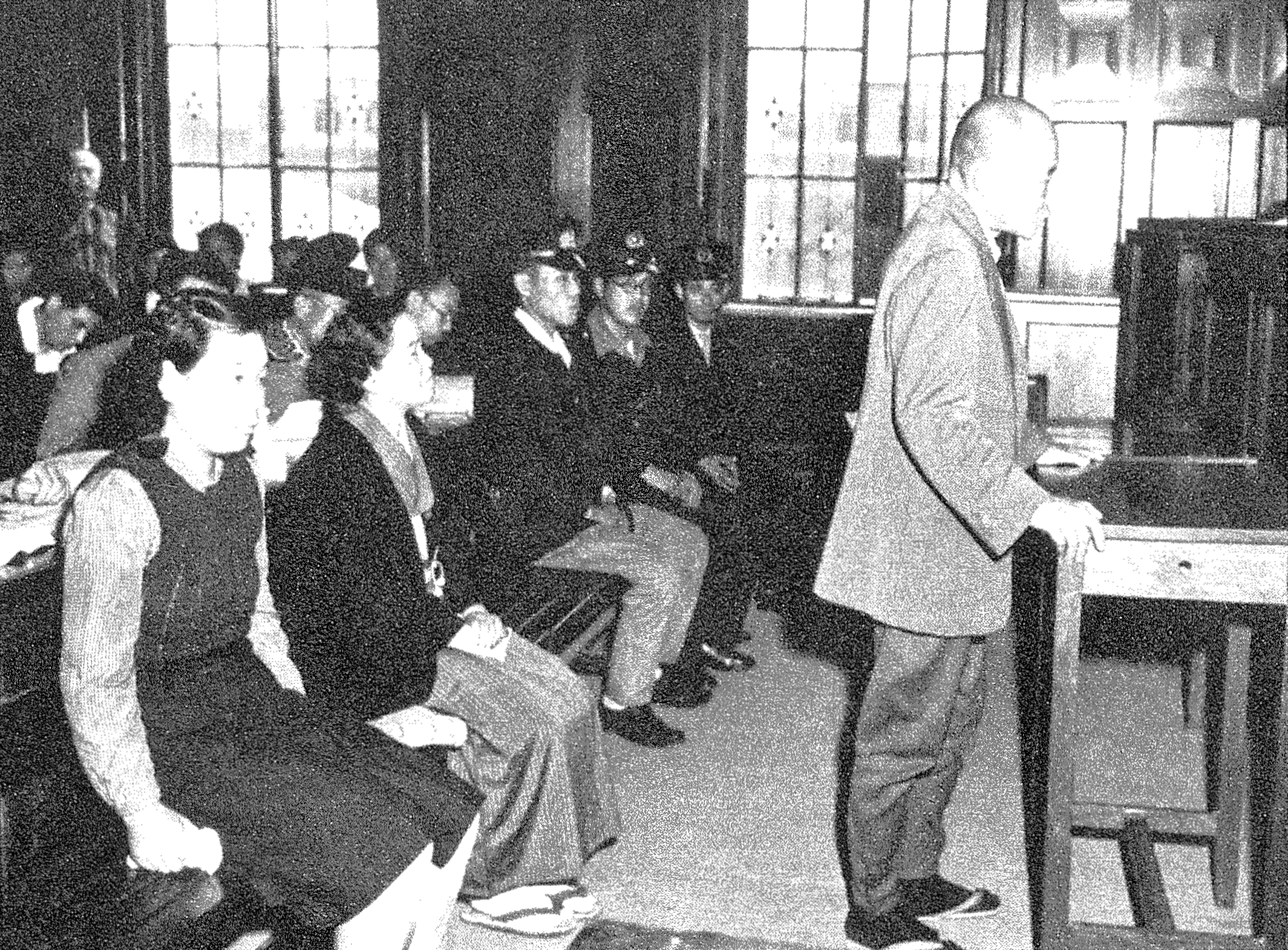
公判の様子

判決では、22名の殺害容疑は証拠不十分で無罪としつつ、5名（事件発覚後の死亡者を含む）については石川夫妻が共謀の上で、栄養失調に至らしめて殺害した不作為犯と認定した。一方で助手Kについては、度々ミルクの増量を訴えるなど最善を尽くし、犯意が無いので無罪とした。石川夫妻は即日、東京高裁に控訴した。16日、検察は夫妻のみを控訴し、他の被告人は判決が確定した。
1951年7月14日、東京高裁での控訴審において、検察は夫妻に対し一審と同じ求刑を行った。1952年4月28日、一審判決は破棄され、ミユキに懲役4年、猛に懲役2年の判決が言い渡された。夫妻は上告したものの、1953年9月15日に最高裁によって棄却され、二審判決が確定した。

## 後日談
事件発覚から1年経った時点で、保釈中の石川ミユキは寿産院（閉鎖）の家屋に住み続け、中の三畳三間の3部屋を貸し出そうとしていた。更に発覚から21年後、前述の訴訟の終了から約16年後の1969年、ミユキ（当時73歳、記事中では仮名「川野たか」）への取材記事が週刊新潮に掲載された。彼女は「首を絞めるなど手を下してはいない」「出来るだけ食事も与え、医師にも診せた」「ミルクが少なかった訳ではないが、夫がミルクを近所の大豆入りミルクと勝手に交換した」と涙ながらに冤罪を訴えた。出所後は「成功して無実の罪を着せられた復讐をしよう」と奮起して石鹸・クリーム・魚の行商を始め、この時点では東京都内で不動産業を営んでいた。また、夫の猛とは死別しており、2年前には自らの大きな墓を建てたと明かし、「川野たか、ここにありですよ」と豪語している。1987年5月30日死亡、享年91（満90歳没）。

## 画像一覧

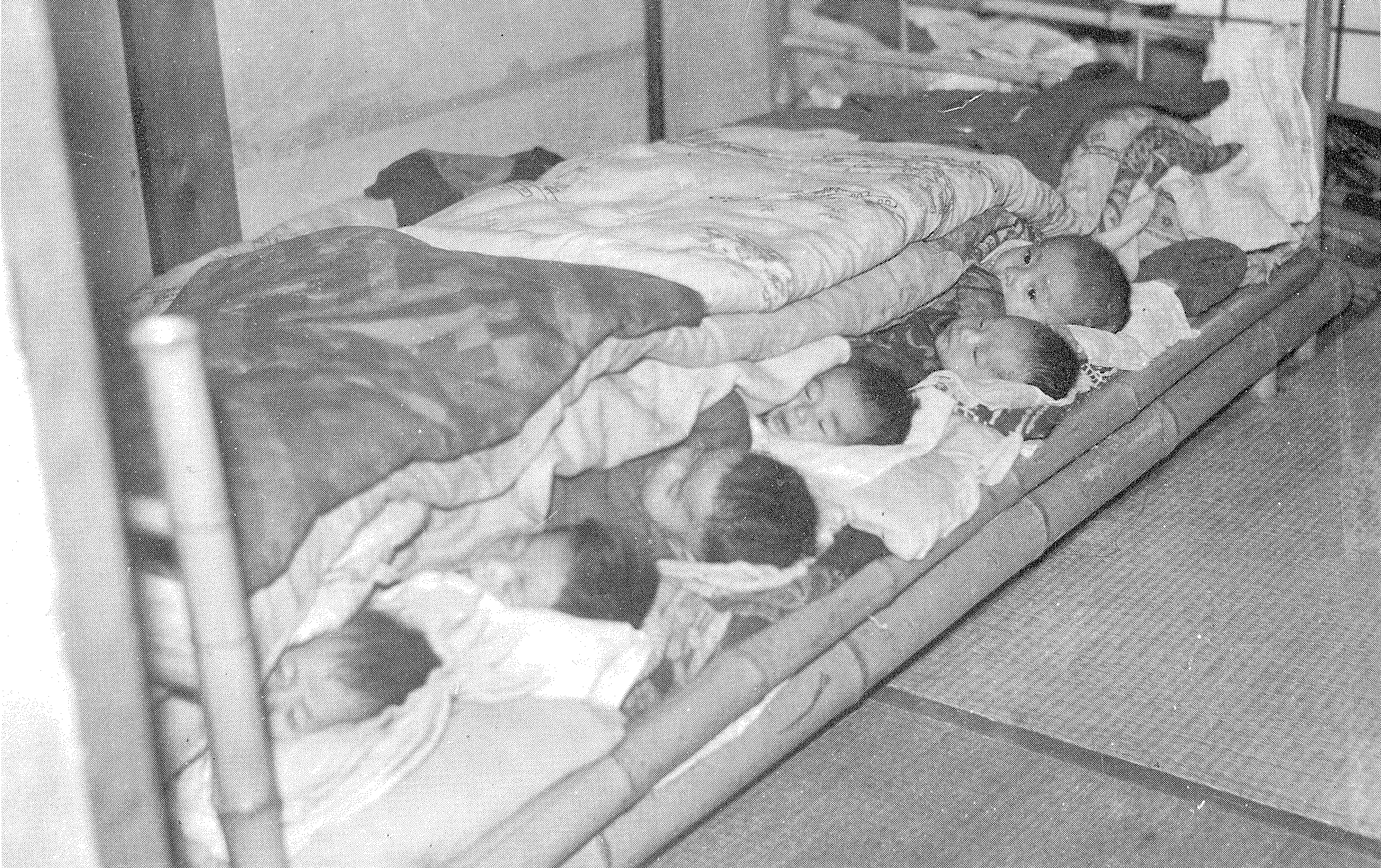
寿産院で生存していた乳児
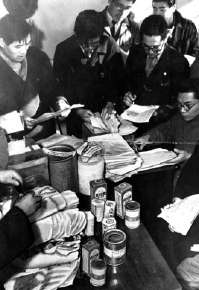
押収された粉ミルクなどの物資
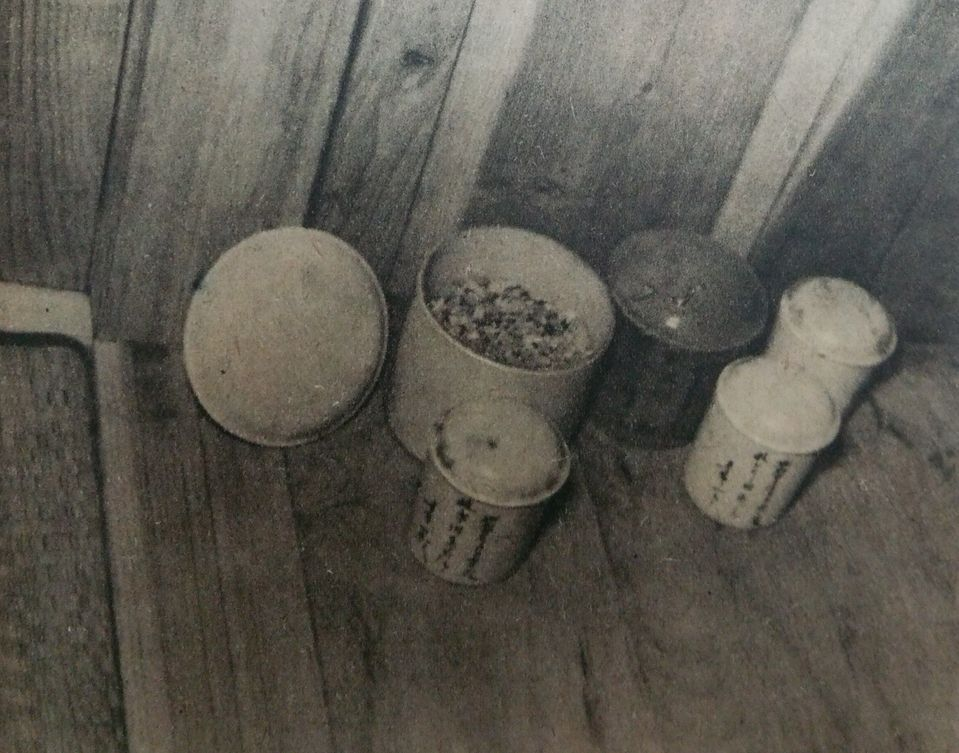
犠牲者十数人分の遺骨
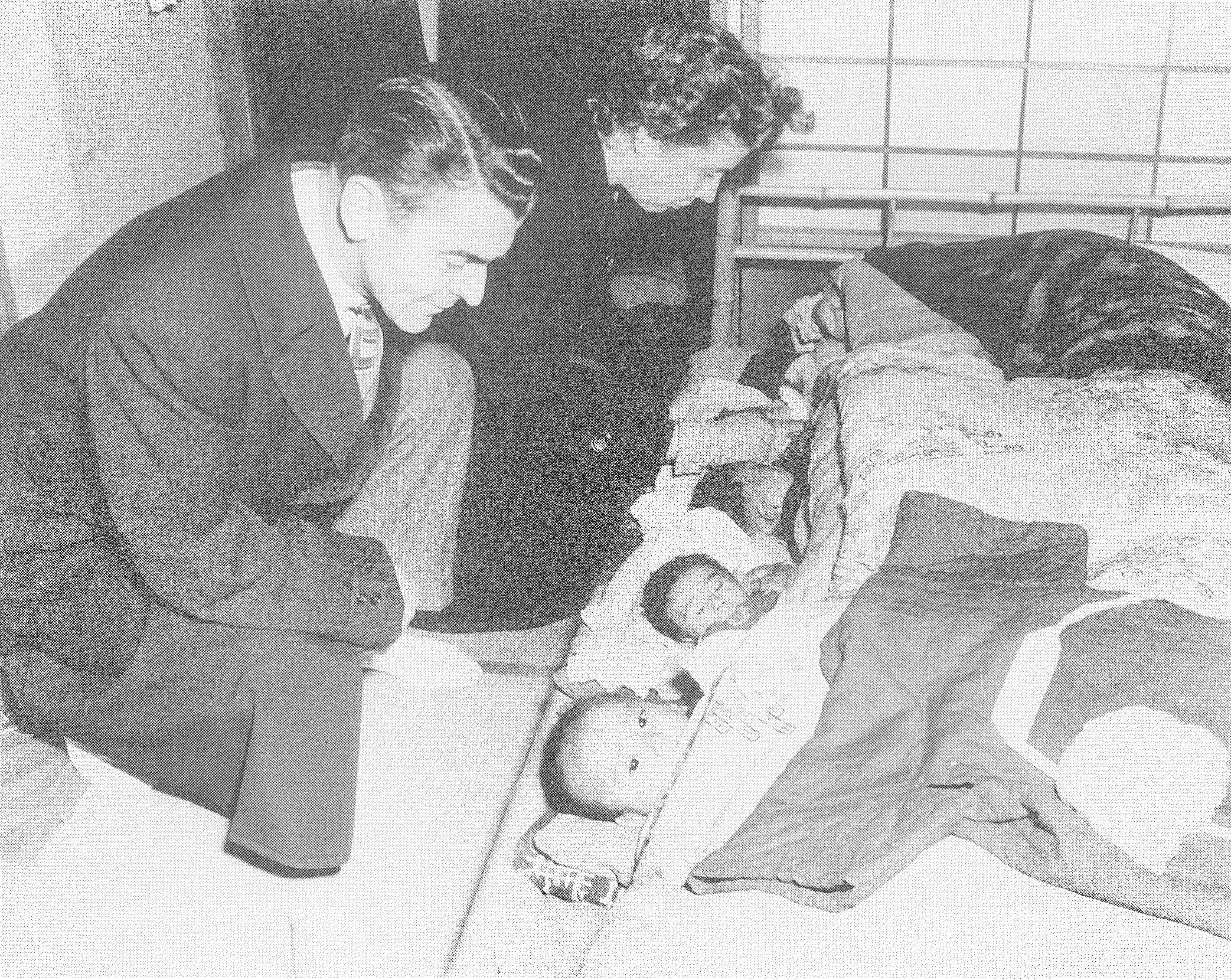
PHW・TKMGD士官による視察
- 各産院における無籍児の人数（英語）
- PHW・TKMGDによる現地調査の報告書（英語）

## 備考
- 2023年公開の日韓合作ホラー映画「オクス駅お化け」は、本事件を題材の一つとしている[119]。
- 前述の宮本百合子の写真が[120][121][122]、誤って石川ミユキとして掲載されているウェブサイトが多数存在する[117][123][124]。